# Mastigiomyia delusa
Mastigiomyia delusa är en tvåvingeart som beskrevs av Henry J. Reinhard 1964. Mastigiomyia delusa ingår i släktet Mastigiomyia och familjen parasitflugor. Inga underarter finns listade i Catalogue of Life.